# 小行星3267
小行星3267（3267 Glo）是一颗绕太阳运转的小行星，为火星穿越小行星。该小行星于1981年1月3日发现。
該小行星以美國天文學家埃莉諾·赫琳的暱稱格蘿（Glo）命名。

## 轨道参数
小行星3267的轨道半长轴为2.3309012 UA，离心率为0.295。